# Ouzel Creek
Pour les articles homonymes, voir Ouzel.
L'Ouzel Creek est un cours d'eau américain qui s'écoule dans le comté de Boulder, au Colorado. Ce ruisseau du parc national de Rocky Mountain forme les chutes Ouzel avant de se jeter dans la North Saint Vrain Creek.